# Понтес ди Пайва, Марио Сержио
Ма́рио Се́ржио По́нтес ди Па́йва, часто просто Марио Сержио (порт. Mário Sérgio Pontes de Paiva; 11 марта 1950, Рио-де-Жанейро — 28 ноября 2016, Серро-Гордо, Ла-Уньон, Антьокия, Колумбия) — бразильский футболист, выступавший на позиции полузащитника. Известен по выступлениям за такие команды, как «Фламенго», «Витория» (Салвадор), «Флуминенсе», «Ботафого», «Интернасьонал», «Сан-Паулу», «Гремио» и «Палмейрас».
Марио Сержио входил в число ведущих футболистов своего поколения — четырежды попадал в символическую сборную чемпионата Бразилии, в 1979 году был частью состава «Интернасьонала», выигравшего чемпионат страны без единого поражения, а в 1983 году помог «Гремио» выиграть Межконтинентальный кубок. В первой половине 1980-х годов сыграл восемь товарищеских матчей за сборную Бразилии. Однако полностью раскрыть свой потенциал в национальной команде ему помешал ряд конфликтов и скандалов, создавших образ «неуживчивого» спортсмена.
По окончании карьеры футболиста работал тренером и спортивным комментатором. Среди возглавляемых Марио Сержио команд были «Витория», «Коринтианс», «Сан-Паулу», «Интернасьонал», «Атлетико Паранаэнсе», «Ботафого» и «Атлетико Минейро». В качестве комментатора и аналитика сотрудничал с ведущими спортивными СМИ Бразилии и Латинской Америки — TV Bandeirantes, Sport TV (сеть Globo), Fox Sports.
Погиб в авиакатастрофе BAe 146 под Медельином, куда направлялся в составе пресс-группы вместе с командой «Шапекоэнсе» на первый финальный матч Южноамериканского кубка 2016.

## Биография

### Игровая карьера

#### «Фламенго»
Марио Сержио за игровую карьеру с 1969 по 1987 год выступал за 13 команд, в том числе дважды — за «Интернасьонал». Свою спортивную карьеру он начал в мини-футболе, которому отдал семь лет. Поскольку отец Марио был членом клуба «Флуминенсе», его сыну было позволено бесплатно играть за мини-футбольную команду клуба. В составе сборной Кариоки Сержио дважды выигрывал неофициальный чемпионат Бразилии. Параллельно Марио Сержио получил степень специалиста в области обработки данных и в 18 лет начал работать в компьютерной компании, поскольку мини-футбол не приносил дохода.
В 1969 году Марио Сержио успешно прошёл просмотр во «Фламенго», после чего подписал контракт с «красно-чёрными». В следующем году выиграл с командой чемпионат штата Гуанабара. Дальнейшему продолжению карьеры в стане «рубро-негрос» помешали конфликты. Тренеры молодёжных составов были недовольны тем, что в основу взяли бывшего мини-футболиста, а главного тренера Юстрича не устраивал внешний вид игрока — его длинные волосы и яркая одежда. Этот стиль «хиппи» Юстрич настолько не воспринимал, что дело дошло до отстранения игрока от тренировок. В личной беседе Юстрич заявил полузащитнику, чтобы тот не делал никаких заявлений для прессы и готовился к переходу в Салвадор, где всё уже было согласовано. На это Марио Сержио ответил, что не хочет никуда уходить: «Мне нравится Рио, да и моя семья живёт здесь». Юстрич был непреклонен: «Что же, тем хуже, потому что пока я в команде, у тебя больше никогда не будет шанса».

#### «Витория»
В 1971 году Марио Сержио перешёл в салвадорскую «Виторию», где стал по-настоящему зрелым футболистом. В 1972 году Сержио забил единственный гол в первой финальной игре чемпионата штата в ворота «Баии». Перед ответной игрой Марио Сержио пообещал, что в случае победы раздаст все свои модные вещи, из-за которых у него были конфликты в предыдущей команде. В ответной игре «Витория» вновь была сильнее — 3:1 — и стала победителем Лиги Баияно.
Несмотря на то, что Марио продолжал удивлять общественность необычными выходками (в частности, он любил играть в футболке, не заправленной в шорты, что в те времена ещё не было обыденным явлением и за что он зачастую получал замечания от судей), налицо была его сосредоточенность на игре и выполнение тренерских задач. В 1973 году за свою игру на левом фланге полузащиты в чемпионате Бразилии Марио Сержио впервые попал в символическую сборную турнира, получив награду «Серебряный мяч». В 1974 году он повторил это достижение, но в том сезоне он уже выступал в центре полузащиты, под нападающими.
По версии журнала Placar (август 1999 года), Марио Сержио вместе с Андре Катимбой составил лучшую атакующую пару в истории «Витории». Кроме того, в том же журнале были опубликованы результаты голосования футбольных историков и специалистов, согласно которым Марио Сержио был выбран в качестве лучшего футболиста «Витории» XX века (в голосовании болельщиков победу одержал Деян Петкович).

#### «Флуминенсе», «Ботафого», «Росарио Сентраль»
В 1975 году Марио Сержио вернулся в Рио-де-Жанейро, где стал выступать за «Флуминенсе». С «трёхцветными» он дважды выиграл чемпионат штата Рио-де-Жанейро. В команде было много звёзд, включая чемпионов мира Роберто Ривелино, Карлоса Алберто Торреса и Пауло Сезара, и в 1975 году «Флуминенсе» пригласили на серию товарищеских матчей в ФРГ. После одного из матчей игроки устроили в гостинице вечеринку с алкоголем и женщинами. Об этой истории узнал президент клуба Франсиску Орта, который решил, что именно Марио Сержио был «заводилой» в коллективе. Когда команда вернулась в Бразилию, Орта в раздевалке перед решающим матчем Лиги Кариоки сказал своим игрокам, глядя на Марио Сержио: «Посмотрим, сможете ли вы стереть этот негативный образ из Германии». Команда в итоге стала чемпионом, и Орта пришёл поздравить Марио Сержио. Футболист схватил президента за протянутую руку и толкнул его в работающий душ, сопровождая свои действия ругательствами. Этот конфликт вынудил полузащитника покинуть «Флу» перейти в свой третий клуб из Рио — «Ботафого».
Несмотря на наличие в «Ботафого» сильных футболистов, «одинокая звезда» с 1968 по 1989 год не выиграла ни одного трофея, и приход Марио Сержио не помог преодолеть этот затяжной кризис. Кроме того, в 1978 году игрок получил серьёзную травму колена, которая вывела его из строя на четыре месяца. Форсируя восстановление, Марио Сержио усугубил проблему и повредил мениск, из-за чего не играл в футбол практически год. Эта ситуация не устраивала руководство клуба, которое не захотело продлевать контракт. Полузащитник начал переговоры с другими командами и в результате достиг соглашения с аргентинским «Росарио Сентралем».
Пребывание в Аргентине по семейным причинам было лишь краткосрочным решением проблемы трудоустройства. Супруга Марио Сержио не могла приезжать к мужу, поскольку заканчивала обучение на инженера, и у неё были важные экзамены. Марио Сержио провёл за «железнодорожников» лишь два матча в чемпионате Аргентины. За несколько месяцев Марио Сержио успел подружиться с молодым защитником Эдгардо Баусой, который именно в том сезоне стал твёрдым игроком основы в «Росарио». Проведя пять месяцев в Аргентине, бразилец вернулся на родину, где присоединился к двукратным чемпионам страны — «Интернасьоналу».

#### «Интернасьонал»
«Интер» взял Марио Сержио по просьбе своего лидера Пауло Роберто Фалькао, который должен был вскоре уезжать в Италию.

Помню, я сказал, что Марио связывается с людьми, которые плохо относятся к нему, которые не уважают его и ничего хорошего не делают с тем, что с ним связано. Он пришёл, и он  выделялся образцовым поведением. Он отлично занимался физической подготовкой.— Пауло Роберто Фалькао, 
В конце 1979 года новичок помог своей команде выиграть третий титул чемпионов Бразилии, причём в ходе турнира «Интер» не проиграл ни одного матча. Команда Энио Андраде в решающих матчах была сильнее «Васко да Гамы». В Рио-де-Жанейро на «Маракане» «Интернасьонал» победил 2:0 (голы забил Шико Спина). На «Бейра-Рио» в присутствии 55 тыс. зрителей «колорадос» вновь были сильнее — 2:1. На 40-й минуте голом отметился Жаир, на 57-й минуте Фалькао увеличил преимущество хозяев, и лишь на 80-й минуте Вилсиньо забил гол престижа за «Васко». Марио Сержио провёл оба финальных матча без замен.
В 1980 году Марио Сержио уже в роли лидера помог команде впервые в её истории дойти до финала Кубка Либертадорес, в котором «Интер» уступил уругвайскому «Насьоналю». По итогам 1980 года Марио Сержио в третий раз в карьере стал обладателем бразильского «Серебряного мяча», причём на этот раз он попал в символическую сборную уже в качестве нападающего.
В 1981 году Сержио помог «Интеру» выиграть титул чемпиона штата Риу-Гранди-ду-Сул.

#### «Сан-Паулу», «Понте-Прета», «Гремио»
1981 год Марио Сержио начал в «Интернасьонале», но в августе перешёл в «Сан-Паулу», в котором выступал до конца 1982 года. Одной из лучших игр, проведённых Понтесом ди Пайвой за «паулистас», стало дерби против «Палмейраса», состоявшееся 4 октября 1981 года в рамках чемпионата штата и завершившееся победой «трёхцветных» 6:2. При счёте 1:1 Марио Сержио вывел свою команду вперёд, затем принял участие в начале трёх голевых атак, завершённых Ренато, Сержиньо Шулапой и Пауло Сезаром, а на 69-й минуте ударом пяткой забил свой второй гол. Этот матч вошёл в историю как «Шоу „Косоглазого“» (о прозвище «Косоглазый» см. Стиль игры).

Марио Сержио о разгроме «Палмейраса» 4 октября 1981 года:

Это была игра, которая должна была стать очень сложной, но стала очень лёгкой благодаря команде, которая играла почти идеально.
Оригинальный текст (порт.)Foi um jogo que achávamos que seria muito difícil e se tornou muito fácil em função de um time que jogava de uma forma quase perfeita.

Спустя полтора месяца, 29 ноября 1981 года, «Сан-Паулу», обыграв в финальных матчах «Понте-Прету» (1:1, 2:0), в 13-й раз в своей истории стал чемпионом штата. Несмотря на смену команды, Марио Сержио провёл сезон на высоком уровне и по итогам года в четвёртый раз за карьеру вошёл в символическую сборную чемпионата Бразилии, в том числе во второй раз подряд — в качестве нападающего.
Однако в 1982 году игрок стал испытывать трудности с адаптацией к тактической схеме нового тренера «Сан-Паулу» аргентинца Хосе Поя и покинул «трёхцветных», приняв решение провести, как ему казалось, последний сезон в карьере в «Понте-Прете». Но и в этой команде, которая на тот момент относилась к числу ведущих в Бразилии, он не сумел адаптироваться, поскольку её тренер Силиньо хотел, чтобы в атакующих действиях команда делала ставку на латералей — игроков, которые действуют по всему флангу. Команда выбыла из чемпионата Бразилии уже на второй стадии в апреле, а пребывание Марио Сержио в Кампинасе закончилось в сентябре 1983 года.
«Это был мой последний шанс стать чемпионом мира».
В 1983 году Кубок Либертадорес впервые в своей истории завоевал бразильский «Гремио». Главный тренер «мушкетёров» Валдир Эспиноза настоял на том, чтобы пригласить в команду для участия в Межконтинентальном кубке опытного Марио Сержио, несмотря на то, что «никто не хотел его появления в „Гремио“». Эспиноза утверждал, что для победы над европейским чемпионом «Гамбургом» нужен был бо́льший порядок и техника в линии полузащиты.
Валдир Эспиноза о приглашении Марио Сержио в «Гремио» в 1983 году:

Никто не хотел Марио Сержио в «Гремио». Я настоял. В первый раз, когда я заговорил об этом, все возмутились: «О, так это же тот самый грязный игрок». Но я знал его. Я играл с ним, я жил с ним. Я видел в нём его необыкновенное качество. Игру против немцев невозможно строить только с позиций силы. Для противодействия у вас должна быть техника. И нам нужен был Марио Сержио.
Оригинальный текст (порт.)Ninguém queria o Mário Sérgio no Grêmio. Eu que insisti. Na primeira vez que falei, todo mundo pipocou: 'Ah, ele é isso, aquilo, é bagunceiro...'. Mas eu conhecia ele. Joguei com ele, morei com ele. Eu reconhecia nele a sua qualidade extraordinária. Jogar contra alemão só com força não adianta. Tem que ter técnica para contrapor. Precisávamos do Mário Sérgio.

В ходе подготовки к турниру новичок сыграл 10 матчей в чемпионате штата, в которых забил два гола. В итоге бразильский клуб одержал верх над «Гамбургом» 2:1 в дополнительное время за счёт дубля Ренато Гаушу. Марио Сержио отыграл без замены все 120 минут матча, действуя ближе к левому флангу полузащиты. С самого начала встречи, несмотря на статус новичка, именно он стал выполнять большинство штрафных ударов. Часто начинал атаки команды длинными пасами, а также обострял игру в своём фирменном стиле (передачи в противоположную сторону от того, куда он смотрел в данный момент, передачи пяткой). Свой переход в «Гремио» Марио Сержио назвал последним шансом стать чемпионом мира (на клубном уровне), который он в итоге использовал. Вместе с Пауло Сезаром Кажу в истории «Гремио» Марио остался как «талисман на 120 минут».

#### Последние годы
После победы в Токио Марио Сержио решил продолжить игровую карьеру и вернулся в «Интернасьонал», с которым сразу же выиграл второй титул чемпиона штата Риу-Гранди-ду-Сул. В ходе чемпионата Марио Сержио не смог сыграть против «Гремио» из-за плохой формы, оставшись на скамейке запасных. Несмотря на это, «косоглазого» тепло приветствовали болельщики обеих команд.
В 1984 году Марио Сержио перешёл в «Палмейрас». Довольно быстро он стал лидером команды. Чемпионат штата Сан-Паулу в тот год состоял из 38 туров. «Палмейрас» шёл в числе лидеров и был одним из главных фаворитов турнира, но 9 сентября состоялось класико против «Сан-Паулу», сыгравшее важную роль не только в дальнейшем ходе чемпионата, но и в биографии Марио Сержио. «Палмейрас» выиграл эту напряжённую игру со счётом 2:1, а в её концовке возникла большая драка между игроками.
Через несколько дней после окончания класико Федерация футбола штата Сан-Паулу объявила о том, что в крови Марио Сержио был обнаружен амфетамин. После дополнительной проверки в моче игрока были обнаружены следы кокаина. Многие СМИ писали, что доктор из команды «Сан-Паулу», Марко Аурелио Кунья, давал игроку «Палмейраса» попить лимонад, однако дальнейшего развития версия о «подсыпании» допинга соперниками не получила. Это стало серьёзным ударом для «свиней» — помимо лишения трёх очков за игру с «Сан-Паулу», из-за допингового скандала в коллективе серьёзно испортилась атмосфера, и результаты пошли на спад. «Палмейрас» финишировал в турнире только на четвёртом месте. Марио Сержио был дисквалифицирован на три месяца — фактически до самого конца года.
В 1986 году Марио покинул «Палмейрас». Из-за травм он сыграл считанное число матчей за «Португезу», а вторую половину года провёл в швейцарской «Беллинцоне». В 1987 году вернулся в Бразилию, став игроком «Баии» — главного конкурента «Витории», за которую он играл в первой половине 1970-х годов. Долгое время тренер «трёхцветных» Орландо Фантони не доверял ветерану места на поле из-за того, что тот уже не может успевать за ритмом своих партнёров. Только в пятом туре Бразилейрау Марио Сержио вышел в стартовом составе и номером 10 на футболке. Очень качественно отыграв первый тайм («Баия» к перерыву обыгрывала «Гояс» со счётом 1:0), Марио самым первым убежал в раздевалку. Когда туда пришли остальные игроки, их уж переодетый товарищ по команде произнёс вежливую речь, поблагодарил их и объявил о завершении карьеры футболиста. Довольно скоро он начал тренерскую карьеру, но в 1990 году сыграл несколько матчей в Лиге Паулисте за «Ботафого» из Рибейран-Прету.

#### Выступления за сборную Бразилии
С 1981 по 1985 год Марио Сержио сыграл восемь товарищеских матчей за сборную Бразилии. В 1982 году он был претендентом на поездку на чемпионат мира в Испании, но в последний момент Теле Сантана сделал выбор в пользу Эдера.

### Стиль игры
«С точки зрения техники, он был лучшим игроком, которого я когда-либо видел. Это было просто дико — то, что он творил с мячом».
У Марио Сержио за игровую карьеру появилось прозвище Vesgo («Везгу»), то есть «Косоглазый», однако это не было связано с каким-либо физическим недостатком. Оно появилось из-за того, что любимым приёмом полузащитника была неожиданная передача в противоположную сторону от той, куда он смотрел в данный момент, что сбивало с толку соперника. Этот приём стал широко известен благодаря Роналдиньо, чью манеры игры часто сравнивали со стилем Марио Сержио.
Также Сержио периодически использовал пасы пяткой, а иногда и забивал голы этой частью ноги.
Марио Сержио выделялся своей техникой и универсальностью, мог сыграть и в линии нападения, и в полузащите.

### Тренерская карьера

#### 1990-е годы
Сразу же после окончания игровой карьеры в 1987 году Марио Сержио начал тренерскую карьеру в одном из своих первых клубов — «Витории». Но первый тренерский опыт был недолгим. В 1990 году, после краткосрочного возвращения в футбол, Марио Сержио получил новый опыт — уже в качестве комментатора он работал на чемпионате мира в Италии, и в последующие годы он работал в медиаиндустрии в качестве комментатора и аналитика (см. Работа в СМИ), периодически возобновляя тренерскую деятельность.
В 1993 году Понтес ди Пайва в первый раз вернулся к тренерской работе — в конце августа стал исполняющим обязанности главного тренера «Коринтианса». В первой товарищеской игре «чёрно-белые» обыграли «Калденсе» со счётом 2:1, а затем, с 7 сентября по 20 ноября, команда Марио Сержио провела беспроигрышную серию в 13 матчей в чемпионате Бразилии. При этом «тимау» одержал девять побед и четыре раза сыграл вничью. Серия прервалась 24 ноября в гостевом матче против «Витории», победившей со счётом 2:1. До конца сезона «Коринтианс» ещё дважды сыграл вничью и обыграл в гостях «Сантос» 2:1. Несмотря на отличные результаты, Марио Сержио не стал постоянным главным тренером — ему на смену пришёл Алфанио Риул.
28 января 1995 года Марио Сержио вернулся на тренерский мостик «Коринтианса», на этот раз имея с клубом полноценный контракт. В первой игре в рамках Лиги Паулисты его команда уступила в гостях «XV ноября» (Пирасикаба) со счётом 1:2. В следующих девяти матчах (восемь — в чемпионате штата и один — в Кубке Бразилии) под руководством Марио Сержио «Коринтианс» не проиграл ни разу, но часто играл вничью, и после четвёртого подряд ничейного результата 15 марта Везгу ушёл со своей должности. В 1997 году он стал директором по спорту в банке Excel и отвечал за сотрудничество с «Коринтиансом».
В 1998 году Марио Сержио возглавил «Сан-Паулу». Под его руководством команда выиграла три матча, один раз сыграла вничью и проиграла шесть раз. За неудовлетворительные результаты и из-за натянутых отношений с руководством клуба Марио был уволен со своего поста. Он стал единственным тренером, запретившим Рожерио Сени выполнять штрафные удары, объяснив это тем, что «задача вратаря — защищать ворота от гола, а не забивать самому». В 2011 году, когда Рожерио Сени забил свой сотый гол в карьере, Марио Сержио выразил восхищение этим достижением, но отметил, что в 1998 году был абсолютно прав в своём решении, потому что на тот момент у Сени ещё не было столь впечатляющей физической формы, позволявшей быстро возвращаться в ворота после исполнения штрафного.

#### 2000-е годы
На 2000-е годы пришёлся период наибольшей активности Марио Сержио в качестве главного тренера. В 2001 году после краткосрочного возвращения в «Виторию» он возглавил «Атлетико Паранаэнсе», заменив Флавио Лопеса, выигравшего чемпионат штата Парана. Новый тренер помог клубу с трансферами Соузы и Илана, сыгравших важную роль в последующем успехе команды. «Ураган» очень мощно стартовал в чемпионате Бразилии; в частности, в 4-м туре был разгромлен «Фламенго» со счётом 4:0. Только в 6-м туре команда впервые уступила на выезде «Сан-Паулу» — 1:2. В следующем туре случился провал на «Сан-Жануарио» — поражение 0:4 стало худшим результатом команды в сезоне. Марио Сержио, прививший «Атлетико» острую атакующую схему 3-5-2, тяжело переживал это поражение, но игроки уговорили его не подавать в отставку. Однако ещё два поражения подряд (0:2 от «Палмейраса» в гостях и 1:2 от «Флуминенсе» дома) всё же вынудили Марио Сержио покинуть команду. Эмоциональная встряска помогла «красно-чёрным» — они завершили регулярный турнир на втором месте, а затем выиграли в плей-офф, завоевав свой первый и единственный титул чемпионов Бразилии. К победе команду привёл Жениньо, но эксперты отмечали важный вклад Марио Сержио в построении атакующей схемы «Атлетико».
В 2002—2003 годах Марио Сержио возглавлял «Сан-Каэтано», который на тот момент был одним из ведущих клубов Бразилии (вице-чемпион страны 2000 и 2001 годов). Он заменил на этом посту Жаира Писерни, который вывел команду в финал Кубка Либертадорес. В «Сан-Каэтано» Марио достиг 1/4 финала чемпионата Бразилии 2002 года и 1/4 финала Лиги Паулисты 2003. Был уволен 20 июня после поражения 1:2 от «Гояса» на стадионе «Серра Доурада». Затем Марио вернулся в «Атлетико Паранаэнсе». В 2004 году вывел команду в финал чемпионата штата, но после поражения в решающих играх от «Коритибы» (1:2; 3:3) Понтес ди Пайва был уволен со своего поста. 4 октября был вместо Жаира Писерни назначен главным тренером «Атлетико Минейро», который отчаянно боролся за выживание в Серии A и сменил за год уже третьего наставника. Марио Сержио начал с победы над «Гуарани» 3:2. Также под его руководством «петушки» 14 ноября одержали яркую победу над «Фламенго» — 6:1. Всего за девять матчей под руководством Марио Сержио «Атлетико Минейро» выиграл три матча, один раз сыграл вничью и проиграл пять раз. Эта статистика не устроила клубное руководство, решившееся 28 ноября на четвёртую тренерскую рокировку. По итогам чемпионата «Атлетико» сумел спастись, оторвавшись от зоны вылета на три очка.
В 2005 году Марио Сержио стал техническим директором «Гремио», испытывавшего серьёзный кризис и готовившегося к выступлениям в Серии B. Он помог команде приобрести ряд крепких футболистов. В своём традиционном жёстком стиле тренер заявил руководству, что команда в течение десяти лет не сможет выиграть на национальном и международном уровне ни одного трофея, поскольку в «Гремио» была разрушена система подготовки молодых игроков. Это вызвало большую полемику в клубе, среди журналистов и болельщиков. Однако слова Марио Сержио оказались пророческими: если не считать трёх побед в чемпионатах штата (в 2006, 2007 и 2010 годах), «Гремио» сумел выиграть национальный титул только в 2016 году (Кубок Бразилии), а в 2017 году отметился и на международной арене, завоевав свой третий Кубок Либертадорес.
«У команды-победителя должен быть хороший руководитель. Марио Сержио — наше зеркало. Он слушает нас и привносит крепкое единение в команду».
В 2007 году Марио Сержио возглавил «Фигейренсе» и добился с командой из Флорианополиса высшего достижения в своей тренерской карьере — он вывел команду в финал Кубка Бразилии. Марио вновь совершил переворот в тактической схеме своей команды, заставив игроков, которые до него проиграли 10 первых матчей сезона, действовать в более агрессивном стиле. Его команда играла по тактической схеме 3-4-2-1. В решающих матчах Кубка «Фигейренсе» уступил с минимальным преимуществом (1:1 в гостях, 0:1 дома) «Флуминенсе», который возглавлял автор двух голов за «Гремио» в Межконтинентальном кубке 1983 года Ренато Гаушо. Несмотря на выход в финал национального турнира, Марио Сержио покинул команду и в конце года в трёх матчах исполнял обязанности главного тренера «Ботафого». Восьмидневное пребывание (с 30 сентября по 7 октября) в команде «Одинокой звезды» ознаменовалось тремя поражениями подряд — от «Гояса» (0:3), «Атлетико Паранаэнсе» (0:2) и «Сантоса» (1:2) — это была лишь часть шестиматчевой проигрышной серии «Фогау» в Серии A.
11 августа 2008 года Марио Сержио в третий раз возглавил «Атлетико Паранаэнсе». Он объяснил своё возвращение в стан «красно-чёрных» хорошими отношениями с руководителем клуба Марио Петральей, а также тем, что был не удовлетворён последним своим пребыванием в этой команде, когда он остановился в шаге от победы в чемпионате штата и лишь «несправедливые» обстоятельства заставили его уйти. Марио Сержио возглавлял команду в шести матчах, в которых «ураган» выиграл и сыграл вничью лишь по одному разу, а проиграл четырежды. После поражения от «Гояса» 0:4 команда опустилась в зону вылета, и 4 сентября клуб принял решение расстаться со специалистом. Уже 16 сентября Марио вернулся в «Фигейренсе». Результаты команды не были сопоставимы с первым периодом пребывания, и ровно через два месяца он был уволен. За этот период «фигейрас» в 10 матчах одержали одну победу и четыре раза сыграли вничью. Всего в 2007 и 2008 годах руководством Понтеса ди Пайвы «бело-чёрные» сыграли в 44 матчах, выиграв 19 раз, сыграв вничью в 13 играх и проиграв в 12.
В январе 2009 года Марио был назначен на пост главного тренера «Португезы» из Сан-Паулу. Под его руководством «Луза» выиграла пять матчей, пять раз сыграла вничью и лишь дважды проиграла. В начале марта в прессе активно начали обсуждать конфликт между тренером и футболистом Феллипе Габриэлом, который был недоволен решениями наставника и тем, что часто находился в запасе. По словам президент клуба Мануэла ди Лупы, в команде были и другие недовольные игроки. 5 марта, после вылета из Кубка Бразилии в результате поражения от «Икасы», тренер был уволен.
«Я горжусь тем, что тренирую команду, которая дала мне очень важный титул в своей истории: непобедимый „Бразилейрау“ 1979 года. Я вошёл в историю как игрок, а теперь как тренер».
Однако в том же году Марио Сержио сумел превзойти своё лучшее тренерское достижение двухлетней давности. 5 октября, за 10 туров до окончания чемпионата Бразилии, он был назначен на должность главного тренера «Интернасьонала». Команда шла на третьем месте и отставала от лидера, «Палмейраса», на семь очков. «Колорадос» сражались за титул до последнего тура, но в итоге отстали от чемпиона (им стал «Фламенго») всего на два очка, заняв второе место. С задачей вывести команду в Кубок Либертадорес тренер справился, однако контракт не был продлён, о чём сам тренер сообщил на пресс-конференции перед последним туром против «Санту-Андре» (4:1). В 2010 году ко второй победе в главном южноамериканском клубном турнире «колорадос» привели уругваец Хорхе Фоссати и Селсо Рот.
Последним тренерским клубом Марио Сержио стала «Сеара», которой в 2010 году он руководил в шести матчах. После этого Марио полностью сосредоточился на карьере спортивного комментатора.

### Работа в СМИ
Марио Сержио начал свою комментаторскую карьеру ещё в конце 1980-х на телесети «Бандейрантес» (TV Bandeirantes) и возвращался к этой деятельности в те периоды, когда не работал тренером. Он принимал участие в освещении чемпионатов мира 1990 и 1994 годов. Вместе с ним работали другие бывшие ведущие футболисты Бразилии — Жерсон, Тостао и Зико, которых привлёк к сотрудничеству руководитель спортивной редакции и ведущий репортёр Лусиано до Валье. Получил известность среди болельщиков за свою фирменную фразу «Команда [название] начинает получать удовольствие от игры» (O time X está começando a gostar do jogo).
Перед началом чемпионата мира 1994 года заявил, что если в полузащите сборной Бразилии будет играть Дунга, это станет равносильным игре «селесау» вдесятером. Бразильцы на том турнире завоевали четвёртый титул чемпионов мира, а их капитан Дунга стал одним из лучших игроков. После ухода с «Бандейрантес» работал на канале Sport TV, входящем в сеть Globo.
C августа 2012 года работал комментатором на Fox Sports. Контракт с каналом был заключён до окончания чемпионата мира 2018 года в России. Оживлённую дискуссию в журналистской и болельщицкой среде вызвал спор между Марио Сержио и журналистом Родригу Буэну, произошедший в прямом эфире 7 апреля 2013 года. Марио возмутился заявлением Буэну о том, что бразильские тренеры уступают лучшим европейским специалистам. Буэну отметил, что сам Марио часто проигрывал, на что экс-тренер парировал: «Я-то проигрывал, но ты никогда не проигрывал, потому что ты никогда и не выходил на поле». Ведущий ток-шоу Эду Элиас попытался вставить рекламу, но Марио не позволил этого сделать и продолжил спор. В ноябре 2016 года этот конфликт занял второе место среди «лучших боёв в истории спортивной журналистики» по версии журнала El Hombre.
В сентябре 2013 года Марио Сержио едва не погиб, упав на трассу во время поездки на велосипеде. У комментатора были сломаны четыре ребра и проколото лёгкое. Во время чемпионата мира 2014 в Бразилии у Марио Сержио возник приступ стенокардии, и он был доставлен в больницу Белу-Оризонти.

### Гибель, память

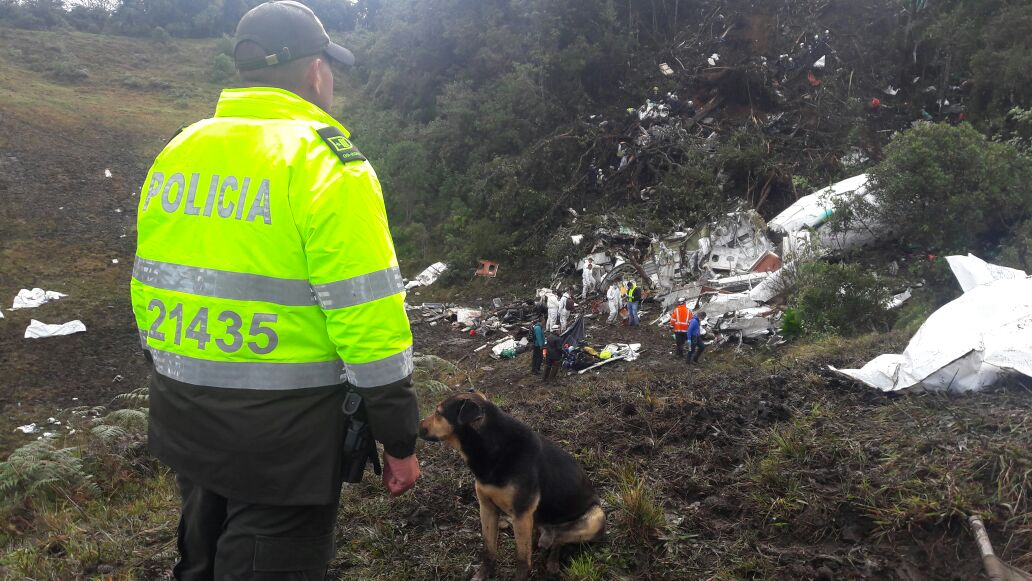
Обломки разбившегося в Колумбии самолёта Avro RJ85.

28 ноября 2016 года Марио Сержио погиб в авиакатастрофе под Медельином вместе с практически всем составом и тренерским штабом клуба «Шапекоэнсе». Команда летела в Медельин на первый финальный матч Южноамериканского кубка 2016 с «Атлетико Насьоналем». Марио должен был работать на этой игре в качестве комментатора Fox Sports. В катастрофе также погибли коллеги-журналисты Марио Сержио из различных СМИ, спортивные функционеры, члены экипажа.
Тело Марио Сержио 2 декабря было доставлено на родину вместе с погибшими спортсменами «Шапе». На церемонии кремации в Итапесерике-да-Серре в штате Сан-Паулу присутствовали только члены семьи и друзья — президент «Коринтианса» Роберто ди Андраде, тренер Муриси Рамальо, бывшие игроки Эмерсон Леао, Зе Элиас и другие.
22 декабря 2016 года «Интернасьонал» объявил о переименовании своего пресс-центра в честь Марио Сержио Понтеса ди Пайвы — чемпиона Бразилии 1979 года и главного тренера команды в 2009 году.
4 апреля 2017 года «Гремио» открыл на территории своего стадиона «Арена Гремио» мемориальную плиту в честь Марио Сержио. В церемонии её открытия участвовал тренер Валдир Эспиноза и другие бывшие товарищи по команде 1983 года.

## Семья
«Мой отец потерял всё на скачках. Мы жили бедно, очень бедно».
Отец Марио Сержио был членом элитарного клуба «Флуминенсе», и изначально его семья была достаточно зажиточной. Но когда Марио был ещё ребёнком, отец проиграл все деньги на ставках на скачки, после чего ушёл из семьи.
Первый раз Марио женился в возрасте 23 лет, когда его подруга забеременела (позже родился сын Фелипе). Этот брак длился 14 лет. Был очень близок со своим тестем, который постоянно защищал Марио от нападок недоброжелателей. При знакомстве будущий тесть сказал, что у него есть деньги, и Марио вовсе не обязан жениться на ней, на что футболист ответил, что любит его дочь и всё равно женится.
Марио Сержио — о своей реакции после победы в МК-1983:

Я потерял своего тестя, парня, который много меня защищал. И это произошло в день моего дня рождения (7 сентября 1983 года). Я представил, что он защищает меня, проклиная всех моих критиков самыми грязными ругательствами, после того, как я стал чемпионом мира с «Гремио». Вот почему я плакал без остановки в течение десяти минут.
Оригинальный текст (порт.)Tinha perdido o meu sogro, um cara que me defendia muito. E no dia do meu aniversário (7 de setembro de 1983). Podia imaginá-lo me defendendo, xingando os meus críticos todos, com os piores palavrões, depois de eu ser campeão do mundo com o Grêmio. Por isso, chorei sem parar por dez minutos.

С 1991 года Марио Сержио был женат на Маре. Познакомились в банке. Мара бросила карьеру банковского работника ради своего нового мужа и ребёнка.

## Статистика
Игры за сборную Бразилии
| № | Дата       | Место        | Матч                             | Соревнование      | Ист.   |
| - | ---------- | ------------ | -------------------------------- | ----------------- | ------ |
| 1 | 23.09.1981 | Масейо       | Бразилия — Ирландская лига — 6:0 | Товарищеский матч | [ 67 ] |
| 2 | 28.10.1981 | Порту-Алегри | Бразилия — Болгария — 3:0        | Товарищеский матч | [ 67 ] |
| 3 | 26.01.1982 | Натал        | Бразилия — ГДР — 3:1             | Товарищеский матч | [ 67 ] |
| 4 | 03.03.1982 | Сан-Паулу    | Бразилия — Чехословакия — 1:0    | Товарищеский матч | [ 67 ] |
| 5 | 21.03.1982 | Натал        | Бразилия — ГДР — 1:0             | Товарищеский матч | [ 67 ] |
| 6 | 28.04.1985 | Бразилиа     | Бразилия — Перу — 0:1            | Товарищеский матч | [ 67 ] |
| 7 | 05.05.1985 | Салвадор     | Бразилия — Аргентина — 2:1       | Товарищеский матч | [ 67 ] |
| 8 | 15.05.1985 | Богота       | Колумбия — Бразилия — 1:0        | Товарищеский матч | [ 67 ] |

## Титулы и достижения
Командные
- Чемпион штата Сан-Паулу (1): 1981
- Чемпион штата Гуанабара и Рио-де-Жанейро (3): 1970, 1975, 1976
- Чемпион штата Риу-Гранди-ду-Сул (2): 1981, 1984
- Чемпион штата Баия (1): 1972
- Чемпион Бразилии (1): 1979
- Обладатель Межконтинентального кубка (1): 1983

Личные
- Участник символической сборной чемпионата Бразилии (Серебряный мяч) (4): 1973, 1974, 1980, 1981

Тренерские
- Вице-чемпион Бразилии (1): 2009
- Финалист Кубка Бразилии (1): 2007